# Кот Юрій Володимирович
Юрій Володимирович Кот (23 січня 1976, Житомир) — український та російський шоумен, актор, телеведучий, кінорежисер, сценарист, засновник арт-холдингу «Все для тебе», прес-секретар «Всесвітнього російського народного собору», прихильник терористичних угруповань ЛНР та ДНР, колабораціоніст з Росією, координатор скандального кремлівського проекту «Безсмертний полк України», ведучий Антимайдану. З 23 лютого 2014 року живе в Росії. З 18  листопада 2023 року перебуває під санкціями РНБО за антиукраїнську діяльність.

## Життєпис
Народився 23 січня 1976 року у Житомирі. Вісім років родина жила у Києві. Батько — Володимир Кот — актор першого складу трупи київського Молодіжного театру, мати — вчителькою української мови та літератури. Юрій з червоним дипломом закінчив Житомирський педагогічний інститут і Київський державний інститут театрального мистецтва імені Карпенка-Карого (кінорежисуру).
На початку своєї кар'єри працював диктором на Житомирському обласному радіо, тоді ж викладав українську літературу в інституті, а по суботам — в Березовської школі-інтернаті для дітей зі зниженим слухом.
У Києві працював позаштатним кореспондентом на «Новому каналі», кілька місяців журналістом на УТ-1, пізніше пройшов кастинг на голос телеканалу «Інтер».
Взимку 2013—2014 років, під час Революції гідності, був ведучим на київському Антимайдані, згодом 23 лютого 2014 року переїхав до Росії. Почав роботу в державному російському пропагандистському інформаційному агентству «Росія сьогодні» та інтернет-проекті «Украина.ру» випусковим редактором. У 2015 році покинув проект.
З січня 2015 року працював в російському ІА «News Front».
3 серпня 2015 року з колишнім прем'єр-міністром України Миколою Азаровим, колишніми народними депутатами ВРУ Володимиром Олійником та Ігорем Марковим і керівником ГО «Матері України» Галиною Запорожцевою брав участь в пропагандистській російській прес-конференції організації «Комітет порятунку України». У 2018 році покинув організацію.
У 2016 році вів політичну пропагандистську програму «Добрий вечір, Києве» на російському телеканалі «Царьград ТВ».
У квітні 2018 року створив рух російських українців «Парус». Один з організаторів в Україні пропагандистської проросійської ходи «Безсмертний полк». З грудня 2019 року — прес-секретар «Всесвітнього російського народного собору».
З осені 2020 року активно виступає на білоруському телебаченні та коментує протести в республіці.
З 2022 року викладач кафедри журналістики Московського державного інституту культури.

## Санкції
З 18 листопада 2023 року Юрій Кот знаходиться під персональними санкціями РНБО за антиукраїнську діяльність.

## На телебаченні
- березень 1999 — травень 2011 — бренд-войс телеканалу «Інтер»
- «Національна лотерея» (Інтер) — ведучий
- «Країна. Історія українських земель» (Інтер) — диктор
- «Все для тебе» (Інтер) — провідний, режисер, сценарист, диктор
- «Чудотворні святині» (Інтер) — автор і продюсер
- «Ігри патріотів» (Інтер) — гравець
- «Світло» (Перший національний) — ведучий
- «Весілля для тебе» (М1)
- «Відпочинок навпаки» (Україна)

## Фільмографія
- 2007 — «Вітчим» — метрдотель
- 2007 — «Рік золотої рибки»
- 2007 — «Тримай мене міцніше» (Україна)
- 2007 — «Повертається чоловік з відрядження» (Україна)
- 2004 — «Попіл Фенікса» (серіал)
- 2002 — «Лялька» (Україна) — Саєнко Валентин, охоронець Грідіна
- 2002 — «Літній дощ» — молодий лікар

## Інше
- Озвучував інавгурацію Президента України Віктора Януковича
- Ведучий святкування 20-річчя Незалежності України на Майдані Незалежності
- Ведучий святкування Дня Конституції на Майдані
- Відкриття Донбас Арени — коментатор
- Відкриття НСК Олімпійський — ведучий
- Відкриття Арени Львів — коментатор
- Концерт до 60-річчя українського телебачення — ведучий

## Сім'я
Одружений, має шістьох дітей.